# أخمصيات
الأخمصيات (الاسم العلمي: Pelmatozoa) هي أصنوفة عليا من شوكيات الجلد.

## التصنيف
- الزنابقيات
  - طائفة زنبق البحر
    - فصيلة زنابق البحرالغمدية
      - الزنبقي الغاريقوني